# Urartu-Maushamster
Der Urartu-Maushamster (Calomyscus urartensis) ist eine in Aserbaidschan und dem Iran vorkommende Nagetierart aus der Gattung der Maushamster (Calomyscus).

## Merkmale
Mit einer Kopf-Rumpf-Länge von 70 bis 83 mm, einer Schwanzlänge von 76 bis 101 mm, mit 18 bis 21 mm langen Hinterfüßen und mit 16 bis 20 mm langen Ohren entspricht die Art in der Größe den nahe verwandten Arten der Maushamster. Das Gewicht des adulten Urartu-Maushamsters wurde mit 14 bis 25 g angegeben. Er stellt von der Körpergröße eine mittelgroße Art der Maushamster, mit einem im Vergleich zu den anderen Arten langen Schwanz, dar. Das Fell des Urartu-Maushamsters besteht aus langen und seidigen Haaren auf dem Rücken mit einer grau-braunen Fellfärbung. Auf der Unterseite besitzt er ein grau-weißes Bauchfell. Die Hinterbeine sind eher kurz und die Fußsohlen sind haarlos. Nur an den Fersen können weiße Haare vorhanden sein. Die Augen sind groß im Vergleich zur Kopfgröße und die runden Ohren sind fast haarlos. Die Schnurrhaare sind sehr lang und zweifarbig mit einer schwarzen Oberseite und einer weißen Unterseite. Der Urartu-Maushamster hat einen eher flachen Kopf mit einer länglichen Schnauze und schmalen Einschnürungen zwischen den Augenhöhlen. Die glatten oberen Schneidezähne weisen einen orangefarbenen Zahnschmelz auf.

## Verbreitung
Das Verbreitungsgebiet erstreckt sich vom äußersten Süden des Transkaukasus in Aserbaidschan bis zu den Gebieten im Nordwesten des Iran.

## Lebensraum
Der Urartu-Maushamster besiedelt Steppengebiete in eher felsigen Bergsteppen, welche mit Büschen, Wacholdersträuchern und zerstreuter Gras- und Wermutvegetation bewachsen sind.

## Lebensweise
Als Nagetier bewohnt der Urartu-Maushamster meist nicht selbst gegrabene unterirdische Kammern mit einem Tunnelsystem. Er lebt in Gruppen oder einzeln und ist im Sommer nur nachtaktiv. Im Frühjahr und Herbst ist er auch tagaktiv. Als Nahrung dienen ihm hauptsächlich Samen und Früchte, gelegentlich auch Blätter, Knospen und Sprossen von verschiedenen Pflanzenarten. Die Fortpflanzung erfolgt von Ende März bis Anfang Juni, wobei die Wurfgröße 3 bis 5 Junge beträgt.

## Gefährdung
Von der IUCN wurde der Status  Least Concern (nicht gefährdet) und einem stabilen Populationstrend veröffentlicht. Die Situation für die Gesamtpopulation wurde aufgrund fehlender, aktueller Daten beibehalten, wodurch sich keine Vergleiche zur Entwicklung der Population ableiten lassen. Besondere Gefährdungen wurden für den Urartu-Maushamster nicht festgestellt. Weitere Forschung zur Verbreitung, der Lebensraumökologie und den bisher unbekannten Gefährdungen wurden von der IUCN vorgeschlagen, da die Art derzeit nur aus einem relativ kleinen Verbreitungsgebiet bekannt ist.